# Małujowice
Małujowice (en allemand : Mollwitz) est une localité polonaise du gmina de Skarbimierz, située dans le powiat de Brzeg (voïvodie d'Opole).